# Kościół Świętych Apostołów Piotra i Pawła w Wierzbnie
Kościół Świętych Apostołów Piotra i Pawła – rzymskokatolicki kościół parafialny należący do parafii pod tym samym wezwaniem (dekanat Grębków diecezji siedleckiej).
Obecna świątynia została wzniesiona w latach 1855-56 przez nowych właścicieli okolicznych dóbr – Helenę i Pawła Swinarskich. Poprzedni kościół został zniszczony przez huragan. Konsekrowana została w 1930 roku przez biskupa Henryka Przeździeckiego.
Na górnej kondygnacji fasady budowli znajduje się kamienny posąg św. Piotra. Z kolei we wnętrzu można znaleźć nawiązania do sztuki barokowej: m.in. kilka detali oraz obrazy z XVIII wieku, m.in. Matki Bożej z Dzieciątkiem.